# Alte Weidenhofer Sägmühle
Die Alte Weidenhofer Sägmühle ist eine abgegangene Wassermühle bei Weidenhof, einem Ortsteil der Gemeinde Kaisersbach im baden-württembergischen Rems-Murr-Kreis.

## Lage und Geschichte
Die Mühle stand auf einem Sandsteinfelsen am Zusammenfluss des Weidenbachs oder Sägmühlbachs mit dem Otterbach.
Erstmals erwähnt wurde die Mühle im Jahre 1581, als sie von Marx Doder und Leonhard Däß neu errichtet wurde. Sie war ein Lehen des Klosters Murrhardt und zinste den Mönchen jährlich 7 Schillinge.
Nach einer mündlichen Überlieferung soll die Mühle durch ein Hochwasser zerstört worden sein. Etwa 150 Meter südlich entstand vor 1830 die neue Weidenhofer Sägmühle.